# Ножан-сюр-Марн
Ножа́н-сюр-Марн (фр. Nogent-sur-Marne) — город и коммуна во Франции.

## География
Город Ножан-сюр-Марн находится на территории департамента Валь-де-Марн региона Иль-де-Франс. Он является административным центром округа Ножан-сюр-Марн и кантона того же названия. Ножан-сюр-Марн, лежащий на берегу Марны и восточной окраине Венсенского леса, в настоящее время вплотную примыкает к городской черте Парижа.

## История
Ножан-сюр-Марн известен ещё со времён раннего Средневековья. В своей хронике под 581 год Григорий Турский сообщает о городке Novigentum, в котором находилась одна из излюбленных резиденций франкского короля Хильперика I. 
В Средние века в Ножане были построены и некоторые другие исторические резиденции, в том числе Шато де Плезанс (XIII века), руины которого сохранились до сих пор на территории, принадлежащей местной больнице, а также Шато Бью-сюр-Марн (XIV века), построенное французским королём Карлом VII для своей любовницы Агнес Сорель и снесённое по приказу кардинала Ришельё в 1626 году. Кроме этого, внимания достойна церковь Сен-Сатурнен XII столетия.
В Ножане-сюр-Марн скончались великий французский живописец Антуан Ватто, художник Жюль Адлер, актёр Жак Энли.
В 1792 году в Ножане проживало 1198 человек, в 1881 году — уже 9491 житель.

## Города-побратимы
- Ивердон-Ле-Бен, Швейцария.
- Зигбург, Германия.
- Кастильоне-дей-Пеполи, Италия[1].
- Назаре, Португалия.
- Болеславец, Польша.
- Джеззин, Ливан.
- Метула, Израиль.
- Кызылорда, Казахстан.